# Eubrachium punctatum
Eubrachium punctatum är en skalbaggsart som beskrevs av Thomas Vernon Wollaston 1862. Eubrachium punctatum ingår i släktet Eubrachium och familjen stumpbaggar. Inga underarter finns listade i Catalogue of Life.